# Nova Sici (Korceakivka), Sumî
Nova Sici (în ucraineană Нова Січ) este un sat în comuna Korceakivka din raionul Sumî, regiunea Sumî, Ucraina.

## Demografie
Componența lingvistică a localității Nova Sici
     Ucraineană (93,03%)
     Rusă (6,43%)
     Alte limbi (0,54%)
Conform recensământului din 2001, majoritatea populației localității Nova Sici era vorbitoare de ucraineană (93,03%), existând în minoritate și vorbitori de rusă (6,43%).